# Kickstart My Heart
Kickstart My Heart ist ein Lied der US-amerikanischen Glam-Metal-Band Mötley Crüe aus ihrem fünften Studioalbum Dr. Feelgood. Der Song, der zu ihren bekanntesten zählt, wurde als zweite Single am 20. November 1989 ausgekoppelt.

## Hintergrund
Es handelt sich um einen schnellen Hard-Rock- bzw. Glam-Metal-Song. Im Intro wird ein Floyd-Rose-Tremolo benutzt, mit dem die Tonhöhe der angeschlagenen oberen Gitarrensaiten gesenkt und dann langsam wieder erhöht wird, um den Motoreffekt zu erzielen. Am Ende des Lieds wird eine Talkbox verwendet. Nikki Sixx schrieb den Song während der Arbeiten zu Dr. Feelgood in seinem Haus auf einer akustischen Gitarre und hielt den Text auf einem Blatt Papier fest. Obwohl er zögerte, wurde er vom damaligen Manager der Gruppe ermutigt, ihn dem Rest der Band vorzustellen, was schließlich geschah. Es wurde berichtet, dass sich der Titel Kickstart My Heart auf einen Vorfall beziehe, als sich Sixx eine Überdosis gesetzt und von den eintreffenden Ärzten Adrenalin erhalten habe. Dies wurde allerdings vom damaligen Schlagzeuger von Guns N’ Roses, Steven Adler, bestritten, der sagte, er sei bereits vorher vor Ort gewesen und habe Sixx wiederbelebt. Sixx selber berichtete von dem Erlebnis in seiner Autobiografie.
Der Background-Chor bestand aus Mark La France, David Steele, Vince Neil, Donna McDaniel, Emi Canyn und Tommy Lee.

## Musikvideos
Es existieren zwei Videoclips zum Song. Der erste wurde am 5. Oktober 1989 während einer Warm-up-Show zur Dr.-Feelgood-Tour im Club Whisky a Go Go in Los Angeles aufgenommen. Hier ist Sam Kinison zu Beginn als Chauffeur zu sehen. Der Clip wurde bei YouTube über 45 Millionen Mal abgerufen. Von diesem Video gibt es zudem eine Remixversion von zusammen mit der Automarke Dodge von 2014, die zur gemeinsamen Promotion verwendet wurde. 2011 veröffentlichten Mötley Crüe ein weiteres Video zum Song mit Ausschnitten aus ihrer US-Tour mit Poison und den New York Dolls. Es wurde insbesondere den Fans gewidmet.

## Kommerzieller Erfolg

### Chartplatzierungen
Kickstart My Heart erreichte in den Vereinigten Staaten Rang 27 der Billboard Hot 100 sowie in Australien Platz 34 und in Neuseeland Platz 31.
| ChartsChartplatzierungen       | Höchstplatzierung | Wochen |
| ------------------------------ | ----------------- | ------ |
| Vereinigte Staaten (Billboard) | 27 (16 Wo.)       | 16     |

### Auszeichnungen für Musikverkäufe
| Land/Region                  | Auszeichnungen für Musikverkäufe (Land/Region, Auszeichnung, Verkäufe) | Verkäufe |
| ---------------------------- | ---------------------------------------------------------------------- | -------- |
| Spanien (Promusicae)         | Gold                                                                   | 30.000   |
| Vereinigtes Königreich (BPI) | Gold                                                                   | 400.000  |
| Insgesamt                    | 2× Gold ·                                                              | 430.000  |

## Weitere Verwendung
Der Song ist in einer Liveversion aus Dallas, Texas auf der Kompilation Decade of Decadence ’81–’91 zu hören. Auch ist auf dem Soundtrack zum Film The Dirt – Sie wollten Sex, Drugs & Rock’n’Roll von 2019 enthalten. Zudem war er in einer Remixversion von 2WEI im Trailer zum Computerspiel Battlefield 2042 zu hören. Eine Coverversion existiert von Rascal Flatts.